# 应店街镇
应店街镇，是中国浙江省绍兴市诸暨市下辖的一个镇。

## 行政区划
下辖以下地区：
聚善社区、应店街村、板西村、伍堡畈村、留下庄村、灵山坞村、五云村、大马坞村、扎箕坞村、巽坞村、杨家坞村、十二都村、紫阆村、幸福村、三应村、上山坞村、丰周村、诸阳村、洋渔山村、大石岭村、云溪村、双龙村、崇柱村、飞跃村、丁徐村、寨头村、仕坂坞村和上游村。